# Jason Rohrer
Pour les articles homonymes, voir Rohrer.
Jason Rohrer est un programmeur, écrivain, musicien et concepteur de jeux vidéo américain né en 1977. Il publie la plupart de ses travaux sous la licence publique générale GNU ou bien directement dans le domaine public. C'est un adepte du mode de vie de la simplicité volontaire. Il est surtout reconnu pour ses jeux très courts dans lesquels il tente de démontrer que le jeu vidéo peut être un art en utilisant des mécanismes de jouabilité simples pour exprimer des idées et émotions profondes.

## Jeux vidéo

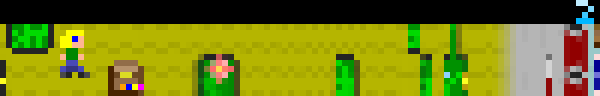
Passage

- Transcend (2005), un shoot them up abstrait constituant une "sculpture multimédia".
- Cultivation (2007), une simulation de société dans le domaine botanique.
- Passage (2007), est l'œuvre de Rohrer qui lui attira le plus d'attention du public et de la critique. Chaque partie dure exactement cinq minutes et représente la totalité d'une existence humaine, le personnage vieillissant à mesure que le temps passe. Il s'agit d'une réflexion sur le mariage, le bonheur, et bien sûr la mort.
- Gravitation (2008), une métaphore sur la création artistique et la place de la famille dans le processus.
- Between (2008), un jeu pour deux joueurs sur le rêve. Gagnant du prix de l'innovation (Nuovo award) à l'édition 2009 de l'Independent Games Festival[2].
- Primrose (2009) est un jeu de réflexion conçu pour l'iPhone.
- Diamond Trust of London (2010)[3], un jeu de stratégie deux joueurs pour Nintendo DS, édité par Majesco, sur le commerce international des diamants africains et le processus de Kimberley.
- Sleep is Death (2010)[4]. C'est un jeu de narration d'histoires pour deux joueurs.
- Inside a Star-filled Sky (2011), un jeu construit sur un principe de mise en abyme infinie (un niveau se trouve dans chaque objet de chaque niveau).
- The Castle Doctrine (2014)
- One Hour One Life (en) (2018)

En 2013, il remporte le dixième concours de game design de la Game Developers Conference ou il fait sensation par la création d'un concept unique appelé "A Game for Someone". Il s'agit d'un jeu de plateau que Rohrer a développé par ordinateur, avant de le faire tester et équilibrer par une intelligence artificielle (afin que personne, y compris lui-même, n'y joue pendant la phase de test). Puis il a présenté une version vidéo-ludique au public, en prenant soin de cacher les mécanismes de base du jeu. Enfin, un unique plateau de jeu réel a été fabriqué et enterré quelque part dans le désert du Nevada. Un million de coordonnées GPS ont été distribuées au public lors de la présentation du jeu, et seul un des vecteurs de coordonnées permettra de retrouver le jeu. Rohrer souhaite que le jeu ne soit découvert que dans plusieurs millénaires, et a fait fabriquer les pièces du jeu dans du titane pour le préserver du temps. Le jeu en totalité pèse environ 30 livres.
Rohrer a également conçu une série de jeux vidéo expérimentaux pour le magazine The Escapist

## Autres travaux
- MUTE, un réseau d'échange de fichiers basé sur l'anonymat.
- token word, un éditeur de texte basé sur le projet Xanadu
- Monolith, une expérience de pensée sur le copyright numérique.
- Project December (2022), s'appuyant sur ChatGPT il permet de simuler la discussion avec des personnes existantes, y compris décédées[6],[7].